# Keptuška běloocasá
Keptuška běloocasá (Vanellus leucurus) je středně velký druh bahňáka z čeledi kulíkovitých. Od podobných druhů se liší především nápadnými dlouhýma žlutýma nohama. Jinak je celkové zbarvení spíše nenápadné, na hlavě chybí výrazná kresba. V letu stejně jako keptuška stepní (Vanellus gregaria) kontrastní černobílou kresbu letek, ocas je však bílý bez černého koncovéhi pruhu.

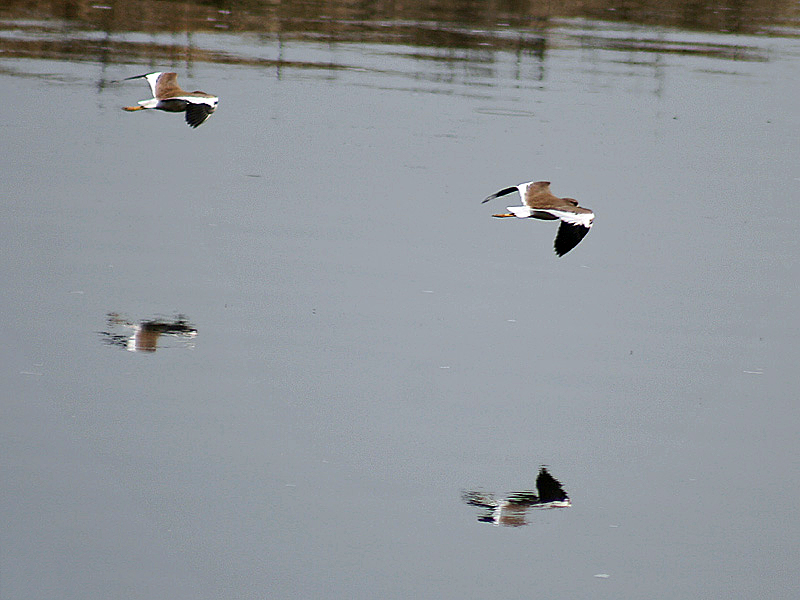
Keptušky běloocasé v letu, s charakteristickým bílým ocasem

Hnízdí v západní části střední Asie, výjimečně zaletuje až do západní Evropy. V červnu 2001 byla poprvé zjištěna také v České republice (na rybnících u Tovačova).